# الضمانة

الضمانة هي نموذج لعقد بسيط أو عادي

الضمانة هو الكفالة في التمويل، تتضمن الضمانة أو الكفالة تعهدًا من أحد الأطراف لتحمل مسؤولية التزام الدّين للمقترض إذا تخلف هذا المقترض عن السداد. عادةً ما تكون الضمانة أو الكفالة بمثابة وعد من قبل الضامن أو الكفيل بدفع مبلغ معين لطرف واحد (الملتزم به) إذا فشل الطرف الثاني (الأصل) في الوفاء ببعض الالتزامات، مثل الوفاء بشروط العقد. يحمي سند الضمان الملتزم به من الخسائر الناتجة عن إخفاق الموكل في الوفاء بالالتزام. يُعرف أيضًا الشخص أو الشركة التي تقدم الوعد باسم «الضمان» أو «الضامن».